# Paelopatides appendiculata
Paelopatides appendiculata is een zeekomkommer uit de familie Synallactidae.
De wetenschappelijke naam van de soort werd in 1886 gepubliceerd door Johan Hjalmar Théel.